# Ильинское (Сумская область)
Ильинское (укр. Іллінське) — село в Конотопском районе Сумской области Украины. До 19 июля 2020 года входило в состав Путивльского района.
Код КОАТУУ — 5923888105. Население по переписи 2001 года составляло 82 человека .

## Географическое положение
Село Ильинское находится в 1,5 км от истока реки Кубер,
ниже по течению на расстоянии в 0,5 км расположено село Плотниково.
Примыкает к селу Суворово, на расстоянии в 1 км расположены сёла Трудовое, Голубково и Пищиково.
Рядом проходит автомобильная дорога Т-1911.